# Бибикова, Елизавета Андреевна
Елизавета Андреевна Бибикова (урождённая Линквист-Белей; 1812 ― 1854) — беллетристка, переводчица.

## Биография

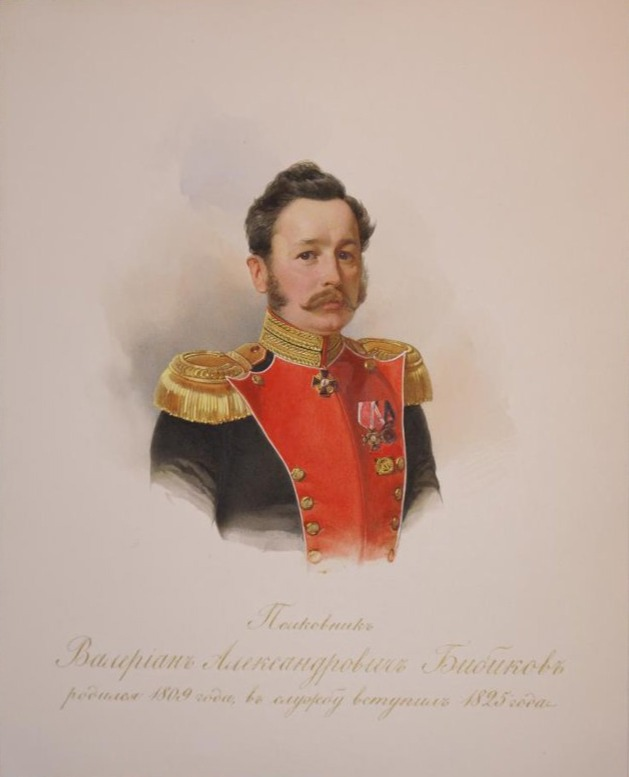
Валериан Бибиков

Родилась, по-видимому, в обедневшей дворянской семье. В 1828 году вышла замуж за полковника Валерьяна Александровича Бибикова (1809—1874), впоследствии генерал-майора. В 1841 году опубликовала в «Маяке» большое стихотворение «Нынешний свет», в котором пишет об одиночестве человека в мире, исполненном лицемерия и фальши; бездушному «нынешнему свету» противопоставлен царивший некогда «золотой вею», нарисованный в руссоистском духе. 

В обличении пороков преобладает просветительская декларативность, а в сентенциях ― явственное влияние гражданской лирики XVIII ― начала XIX вв.: 
Уж если зто просвещенье?
Ногами чувства попирать,
Искать в пороках прославленье,
И добродетель презирать?
 Стихотворение представляет интерес как образец дилетантской женской поэзии середины XIX в., хотя Бибикова владеет стихотворной формой. Её поэтический язык изобилует галлицизмами. Других произведений Бибиковой не обнаружено; однако некоторые дореволюционные библиографы писали о сотрудничестве Бибиковой в «Москвитянине». 
После рождения троих детей оставила литературные занятия. Умерла в Петербурге от холеры. Похоронена на Смоленском Евангелическом кладбище.
В браке имела сына Николая (1842—1923; генерала от кавалерии) и дочерей — Марию (1840—1900; замужем за Н. Н. Баструевым) и  Ольгу (1845—1933; вышла за генерала от кавалерии П. П. Баранова).